# Illegales Straßenrennen

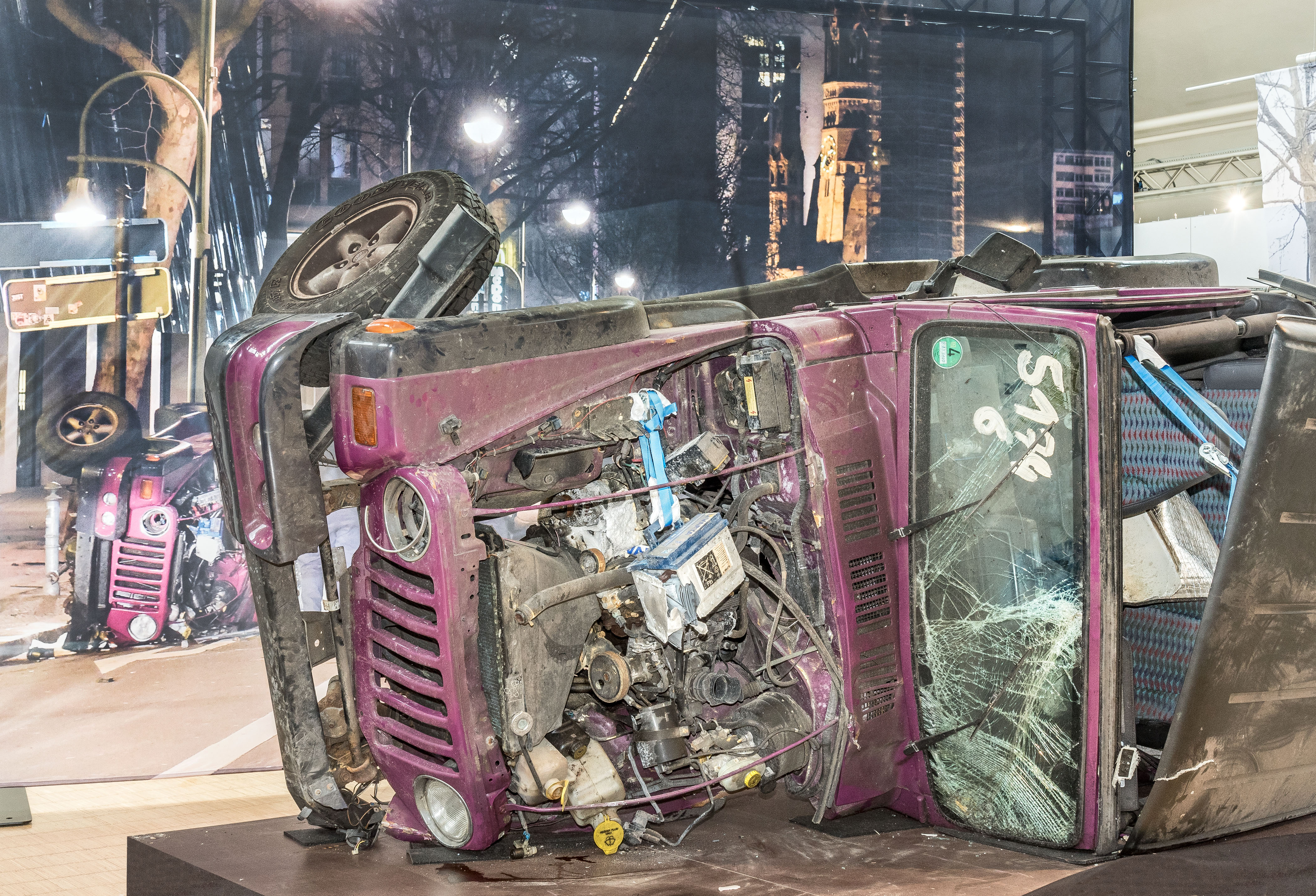
Fahrzeug des Opfers eines illegalen Straßenrennens in Berlin 2016

Ein illegales Straßenrennen (in der Szene Street racing genannt) ist ein im öffentlichen Straßenverkehr durchgeführtes Motorrad- oder Autorennen.
Illegale Straßenrennen gefährden die übrigen Verkehrsteilnehmer und die Teilnehmer an diesen Wettfahrten selbst. Die Rennen werden daher allgemein als eine Form von Verkehrs-Rowdytum angesehen und daher in der Regel vom Gesetzgeber untersagt. Die Teilnahme an einem solchen Rennen wird je nach Staat empfindlich bestraft.

## Geschichte
Die Szene dürfte auf Cannonball Baker zurückgeführt werden, der im Jahr 1914 in elf Tagen von der West- an die Ostküste der USA fuhr. Eines der berühmtesten Straßenrennen überhaupt, die Cannonball Rally, wurde in den 1970ern auf der Route 66 gefahren und nach diesem benannt.
In dieser Zeit begannen Jugendliche in den USA mit ihren Muscle-Cars über eine viertel Meile Rennen zu fahren. Nach der Ölkrise flaute die Szene stark ab und kam Ende der 1990er-Jahre mit dem neuen, fast weltweiten Tuningboom erneut auf. Die The-fast-and-the-furious-Filme trieben entsprechende Jugendliche an, wieder die Viertelmeile im öffentlichen Straßenverkehr zu fahren. Es bildete sich in dieser Zeit auch eine Streetracing-Szene in Europa.

## Illegale Straßenrennen heute
Die Streetracing-Szene hat sich in drei Gruppen aufgeteilt. In den USA wird nach wie vor die Viertelmeile auf US Muscle Cars oder extrem hoch drehenden Fahrzeugen japanischer Hersteller gefahren (drag).
Die zweite Variante ist das Speedrunning, welches in Schweden etabliert wurde und in Europa recht verbreitet ist. Hier geht es darum, in der kürzesten Zeit von A nach B zu gelangen.
Als dritte Variante hat sich in Asien, vor allem Japan, das Drift-Racing entwickelt, welches unter anderem auf die enge Bebauung japanischer Städte zurückzuführen ist, thematisiert unter anderem in dem US-amerikanischen Actionfilm The Fast and the Furious: Tokyo Drift.
Bekannte Veranstaltungen sind Gumball 3000, Cannonball-Rennen und die Bullrun Rally. Populäre Aufnahmen von rechtswidrigen Fahrten zeigt die Filmserie Getaway in Stockholm.

## Gefährdungspotenzial von Straßenrennen

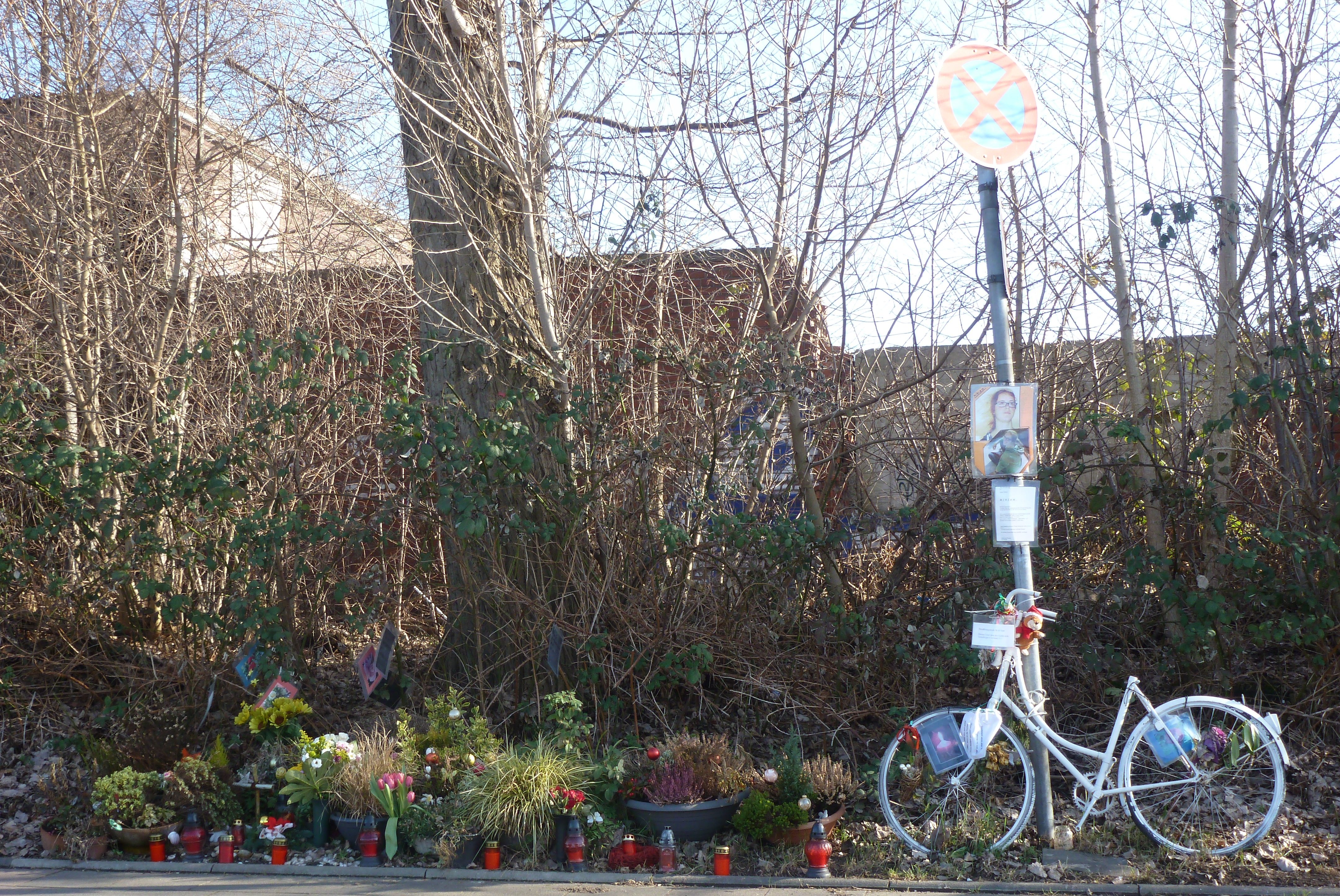
Erinnerung an Miriam S., Opfer eines illegalen Straßenrennens in Köln im April 2015

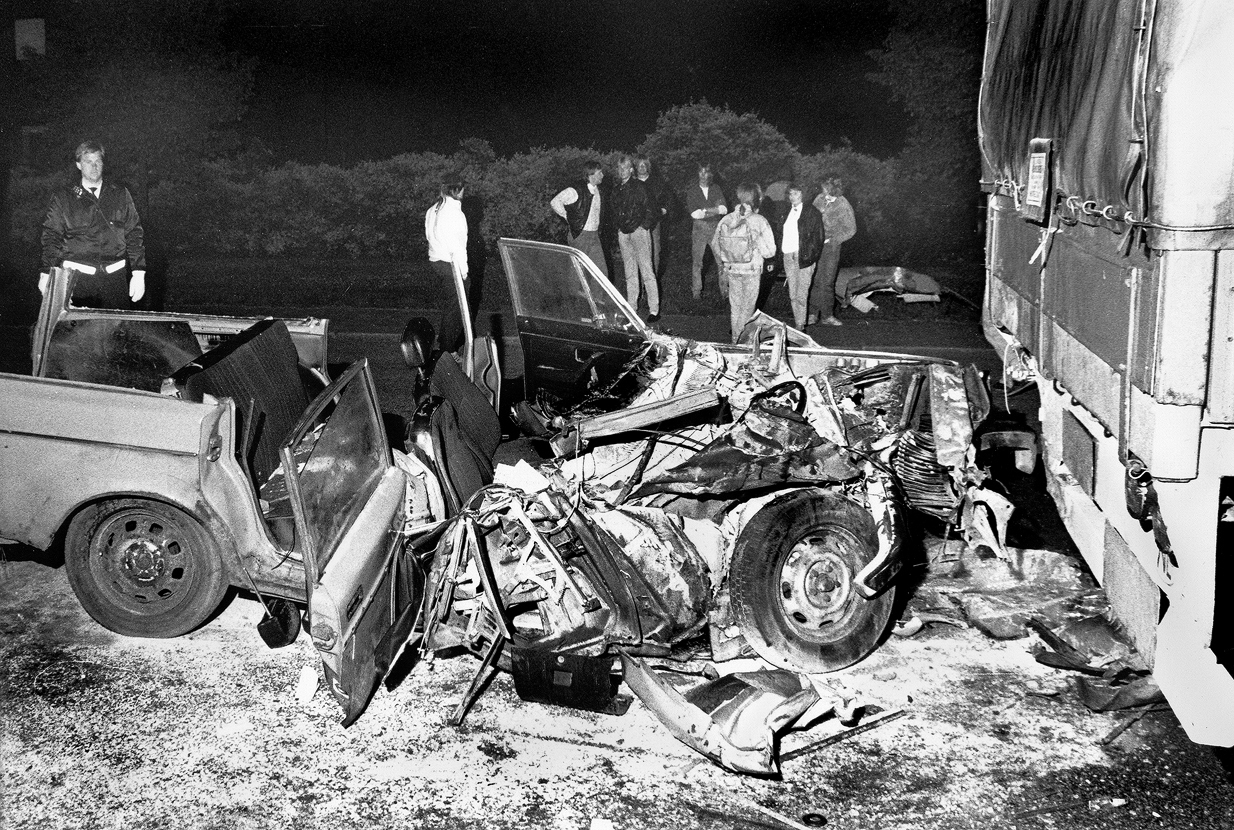
Ein Polizist bewacht das Auto nach einem Autounfall, die schockierten jungen Leute werden nach dem Tod ihrer "Freunde" nach einem "Straßenrennen" versammelt. Das Auto rollte mit hoher Geschwindigkeit in einem geparkten Lastwagen. Malmö 1988.

Am 31. März 2001 wurde in der Kölner Innenstadt der Sohn des Kölner Oberbürgermeisters Fritz Schramma getötet, der sich in einer an einer roten Ampel wartenden Fußgängergruppe befand, in die ein Auto schleuderte. Ende 2006 starb in Bochum ein 20-Jähriger bei einem illegalen Rennen. 
Unfälle mit Schaden an nicht beteiligten Personen sind selten, aber vor allem aus Schweden gemeldet. Während in den USA gezielt nachts auf abgelegenen Industriestraßen gefahren wird, finden die Rennen in Europa ganz bewusst in Innenstädten und, vorzugsweise tagsüber, auf Autobahnen statt. Dennoch kommt es auch in den USA zu Todesfällen, so sind im Februar 2008 sieben Personen bei einem Unfall in Maryland gestorben.
Im Zuge der Ermittlungen bei mehreren Verkehrsunfällen in Köln innerhalb weniger Wochen wurde im Juli 2015 bekannt, dass die Unfallverursacher Leihfahrzeuge angemietet hatten, um mit diesen illegale Straßenrennen zu fahren. Einige Carsharing-Anbieter kooperieren seitdem mit der Polizei.
Die Zahl der in Deutschland erfassten illegalen Straßenrennen mit Autos oder Motorrädern stieg von circa 4300 im Jahr 2020 um rund 60 Prozent auf mindestens 6900 im Jahr 2024 an. Die meisten Bundesländer wüssten jedoch nicht, wie viele Verletzte und Getötete es durch die Rennen gab. Im Jahr 2024 fanden in Nordrhein-Westfalen 2270 Rennen statt, bei denen es zu 578 Unfällen mit 15 getöteten Menschen kam.

## Rechtslage in Deutschland

### Aktuelle Situation
Seit dem 13. Oktober 2017 sind nicht erlaubte Straßenrennen ein Verbotenes Kraftfahrzeugrennen im Sinne des § 315d des Strafgesetzbuchs (StGB) und können mit bis zu zehn Jahren Freiheitsstrafe bestraft werden. Das Amtsgericht Villingen-Schwenningen hat im Januar 2020 mit einem Vorlagebeschluss an das BVerfG Zweifel an der Verfassungsmäßigkeit von einer Variante des neuen Straftatbestandes (sogenanntes „Alleinrennen“ nach § 315d Abs. 1 Nr. 3 StGB) aufgrund mangelnder Bestimmtheit geäußert und das entsprechende Strafverfahren bis zur Verfassungsgerichtsentscheidung ausgesetzt. Der Bundesgerichtshof teilt diese Auffassung ausdrücklich nicht. Das BVerfG erklärte die Vorschrift 2022 für verfassungsgemäß.
Kraftfahrzeugrennen auf öffentlichen Straßen erfordern nach § 29 Abs. 2 StVO immer eine Erlaubnis. Wer als Kraftfahrzeugführer am Rennen teilnimmt, erhält nach Anlage 13 Nr. 1.6 und 2.1.6 der Fahrerlaubnisverordnung (FeV) zudem zwei oder drei Punkte im Fahreignungsregister. Als Nebenstrafen ist ein befristetes Fahrverbot nach § 44 StGB oder die Entziehung der Fahrerlaubnis nach § 69 StGB möglich. Zudem kann das Tatfahrzeug gemäß § 315f StGB eingezogen werden, auch wenn dies dem Täter nicht gehört.

### Juristische Bewertung bis zum 13. Oktober 2017
Straßenrennen waren und sind in Deutschland grundsätzlich verboten (§ 29 Abs. 1 StVO). Wer vor Inkrafttreten des § 315d StGB ein unerlaubtes Straßenrennen veranstaltete, musste mit einem Bußgeld in Höhe von 500,00 EUR (§ 49 Abs. 2 Nr. 6 StVO i. V. mit Anlage Nr. 249 zur Bußgeldkatalog-Verordnung – BKatV) rechnen. Wer an einem solchen Rennen teilnahm, ohne Veranstalter zu sein, hatte mit einem Bußgeld in Höhe von 400,00 EUR und einem Monat Fahrverbot zu rechnen (§ 49 Abs. 2 Nr. 5 StVO i. V. mit Anlage Nr. 248 BKatV). Hinzu kamen zwei Punkte im Fahreignungsregister (§ 40 FeV i. V. mit Anlage 13 Nr. 2.2.9 FeV). Jeder, der an einem Straßenrennen beteiligt war (also auch der Beifahrer oder andere Insassen eines Fahrzeugs, die das Straßenrennen unterstützen), galt wie der Fahrer als Täter (vgl. § 14 OWiG).
Kam es bei dem Rennen zu Gefährdungen von Personen oder Sachen von bedeutendem Wert, war auch eine Ahndung als Straftat möglich (§ 315c StGB). In diesem Fall drohten Freiheitsstrafe bis zu fünf Jahren oder Geldstrafe sowie zwei bzw. drei Punkte im Fahreignungsregister (§ 40 i. V. mit Anlage 13 Nr. 1.5 FeV). In besonderen Fällen konnte die Strafe auch höher sein.
Am 14. April 2015 wurde in Köln eine 19-jährige Radfahrerin bei einem illegalen Straßenrennen so schwer verletzt, dass sie wenige Tage später starb. Eine Kammer des Landgerichts Köln verurteilte die beiden Männer (21 und 22 Jahre alt) zu 21 bzw. 24 Monaten auf Bewährung wegen Totschlags. Der 4. Strafsenat des Bundesgerichtshofes hob am 6. Juli 2017 die Bewährung für die beiden angeklagten Männer auf und verwies den Fall an eine andere Kammer des Landgerichts Köln zurück.
Am 16. Juni 2017 tötete in Mönchengladbach ein 28-jähriger Teilnehmer an einem Rennen einen Mann, als er die Kontrolle über sein Fahrzeug verlor. Wegen fahrlässiger Tötung wurde der Fahrer zu drei Jahren Haft verurteilt; den für eine Verurteilung wegen Mordes erforderlichen Tötungsvorsatz hielt das Gericht jedoch nicht für nachgewiesen.

### Verfahren wegen Mordes
Das Landgericht Berlin verurteilte im Februar 2017 beide Teilnehmer eines illegalen Straßenrennens auf dem Kurfürstendamm, in dessen Verlauf ein Unbeteiligter getötet wurde, jeweils wegen Mordes zu einer lebenslangen Freiheitsstrafe. Die Richter sahen durch die rasenden Fahrzeuge das Mordmerkmal des Einsatzes eines gemeingefährlichen Mittels als erfüllt an. Dieses Urteil wurde am 1. März 2018 vom Bundesgerichtshof (BGH) wegen Mängeln bei der Begründung des Vorsatzes aufgehoben.
Am 26. März 2019 verurteilte eine andere Strafkammer des Berliner Landgerichts die Angeklagten erneut wegen Mordes. Auf die Revisionen der beiden Angeklagten bestätigte der BGH am 18. Juni 2020 in einer erneuten Entscheidung die Verurteilung des Angeklagten, der den Unfall tatsächlich verursachte, wegen Mordes. Er bejahte dabei die Mordmerkmale Heimtücke und aus sonstigen niedrigen Beweggründen. Die Verurteilung des zweiten Angeklagten wegen Mordes in Mittäterschaft hob der BGH allerdings auf und verwies die Sache nochmals zur erneuten Verhandlung an das Landgericht Berlin. Die gegen diese Entscheidung erhobene Verfassungsbeschwerde wurde vom Bundesverfassungsgericht nicht zur Entscheidung angenommen, das sich ausführlich im Sinne der angefochtenen Urteile zur Sache äußerte. Im März 2021 wurde der zweite Fahrer wegen versuchten Mordes zu 13 Jahren Haftstrafe verurteilt.
In einem Hamburger Raser-Fall bestätigte der BGH durch Beschluss vom 16. Januar 2019 erstmals die Verurteilung eines Rasers wegen Mordes. Der vom Landgericht Verurteilte hatte ein Taxi gestohlen und wurde von der Polizei verfolgt. Hierbei fuhr er mit einer Geschwindigkeit von rund 160 km/h durch die Innenstadt Hamburgs und wechselte auf die Gegenfahrbahn. Dort kollidierte er mit einem entgegenkommenden Taxi, hierbei wurde einer der Insassen tödlich verletzt. Der BGH sah in diesem Verhalten einen Tötungsvorsatz und nahm das Mordmerkmal der Verdeckungsabsicht einer Straftat an. Ein Bericht der Berliner Morgenpost bezeichnete das Urteil als Novum in der deutschen Rechtsgeschichte. Es sage aus: „Wer als rücksichtsloser Raser mit seinem Auto einen Menschen tötet, kann als Mörder verurteilt werden.“ Allerdings markiere der BGH hiermit keine rote Linie für eine Mordverurteilung in Raserfällen. Eine solche Erwartung müsse der BGH nach der Vorsitzenden BGH-Richterin Beate Sost-Scheible enttäuschen. Maßgeblich seien die Umstände des Einzelfalls.

### Verwaltungsbehördliche Sanktionen
Neben Bußgeld, Strafe und Punkten drohen auch verwaltungsbehördliche Sanktionen. Da die Tat praktisch nur vorsätzlich begangen werden kann, sind die Straßenverkehrsbehörden berechtigt, vom Teilnehmer an einem Rennen die Vorlage eines medizinisch-psychologischen Gutachtens (MPU) auch dann zu verlangen, wenn dessen Punktelimit noch nicht erreicht ist. Die Teilnahme an verbotenen Straßenrennen lässt nach der Rechtsprechung nämlich darauf schließen, dass der Kraftfahrzeugführer sowohl sein Fahrzeug als auch die Straße zweckentfremdet benutzt und dabei Leib und Leben anderer Verkehrsteilnehmer in ganz erheblichem Maße in Gefahr bringt; die Anordnung zur Beibringung eines medizinisch-psychologischen Gutachtens ist dann angezeigt. Die Rechtsprechung stützt sich dabei auf eine Äußerung des Bundesrates zur Änderung der Fahrerlaubnis-Verordnung im Jahre 2004. Darin heißt es:
„In der Fahrerlaubnis-Verordnung fehlt eine Regelung, wonach die Fahrerlaubnisbehörde eine medizinisch-psychologische Untersuchung anordnen kann, wenn auf Grund von Verstößen gegen verkehrsrechtliche Vorschriften, die keine Straftaten darstellen, Eignungszweifel bestehen. Gerade beim Vorliegen einer Vielzahl von Ordnungswidrigkeiten oder der Teilnahme an illegalen Straßenrennen, die Zweifel an der charakterlichen Eignung begründen, muss jedoch im Hinblick auf den Verhältnismäßigkeitsgrundsatz auch die Anordnung einer medizinisch-psychologischen Untersuchung möglich sein.“
Weigert sich der Betroffene, das angeforderte Gutachten erstellen zu lassen und vorzulegen, oder ergibt sich aus dem Gutachten die Ungeeignetheit zum Führen von Kraftfahrzeugen, wird der Führerschein endgültig entzogen.
Wird die Absicht, ein unerlaubtes Straßenrennen durchzuführen, den Behörden vorab bekannt, können die Kraftfahrzeuge der Teilnehmer zum Zwecke der Gefahrenabwehr nach den Polizeigesetzen der Länder sichergestellt werden.

### Zivilrechtliche Sanktionen
Unfälle bei illegalen Straßenrennen haben auch gravierende zivilrechtliche Folgen. Ein Schadensersatz durch den verursachenden anderen Rennteilnehmer oder dessen Haftpflichtversicherung scheidet oft aus. Eine wechselseitige Haftung der Beteiligten für Verletzungen und Schäden kommt entsprechend den Haftungsgrundsätzen für Schäden bei besonders gefährlichen Sportarten nur bei grob unsportlichem oder regelwidrigem Verhalten in Betracht, was der Geschädigte beweisen muss. Gelingt ihm dies nicht, muss er seinen Schaden selbst tragen.
Gelingt ihm der Nachweis, verbleibt ihm oft nur, den möglicherweise nicht zahlungskräftigen Schädiger persönlich auf Schadensersatz in Anspruch zu nehmen. Denn der parallel bestehende Anspruch auf Schadensersatz gegen dessen Haftpflichtversicherung gilt – jedenfalls in Bezug auf Sachschäden – stillschweigend als abbedungen. Die Haftpflichtversicherung ist dann von der Leistungspflicht frei.

## Rechtslage in anderen Ländern
Andere Rechtsordnungen begegnen Kraftfahrzeugrennen auf unterschiedliche Weise. In der Schweiz bedroht Art. 90 Abs. 3 SVG, die vorsätzliche Verletzung elementarer Verkehrsregeln mit einer Haftstrafe. Als Beispiele für eine solche Verletzung nennt er die Teilnahme an nicht bewilligten Rennen sowie die besonders krasse Missachtung der zulässigen Höchstgeschwindigkeit. Anders als die deutsche Strafnorm benennt diese Regelung zahlreiche Schwellenwerte, deren Überschreitung die Strafbarkeit begründet. Das österreichische Recht verzichtet demgegenüber auf eine Sondernorm für Rennen. Stattdessen ordnet es das Überschreiten der zulässigen Höchstgeschwindigkeit als Verwaltungsübertretung ein, die mit einem Bußgeld und der Einziehung des Fahrzeugs geahndet werden kann.

## Sonderausstellung „Wahnsinn – Illegale Autorennen“ (26. Mai 2023 bis 20. Mai 2024 Verkehrsmuseum München)
Das Deutsche Museum in München beherbergte vom 26. Mai 2023 bis 20. Mai 2024 eine Sonderausstellung zum Thema Illegale Straßenrennen. Die Sonderausstellung über illegale Autorennen entstand im Deutschen Technikmuseum Berlin in Zusammenarbeit mit der Berliner Polizei. Das Verkehrszentrum München ergänzte „Wahnsinn“ um einen lokalen Bezug.

## Verwandte Themen
- Alleycat – Radrennen insbesondere von Fahrradboten
- Raser – Fahrer mit vorsätzlicher und häufiger Überschreitung von Geschwindigkeitsbeschränkungen im Straßenverkehr